# Verpa (burete)
Verpa (Olof Swartz, 1815), sin. Ptychoverpa (Émile Boudier, 1907), numită în popor zbârciog fals sau verpă, este un gen de ciuperci comestibile saprofit din încrengătura Ascomycota în familia Morchellaceae care cuprinde în prezent, conform filogeneticii moleculare moderne, global mai puțin decât 20 de specii. El se dezvoltă în România, Basarabia și Bucovina de Nord prin pajiști și tufișuri, pe defrișări, mai rar în păduri, de la câmpie până la munte, apărând primăvara de la începutul lui aprilie până în iunie. Tip de specie este Verpa conica.

## Istoric

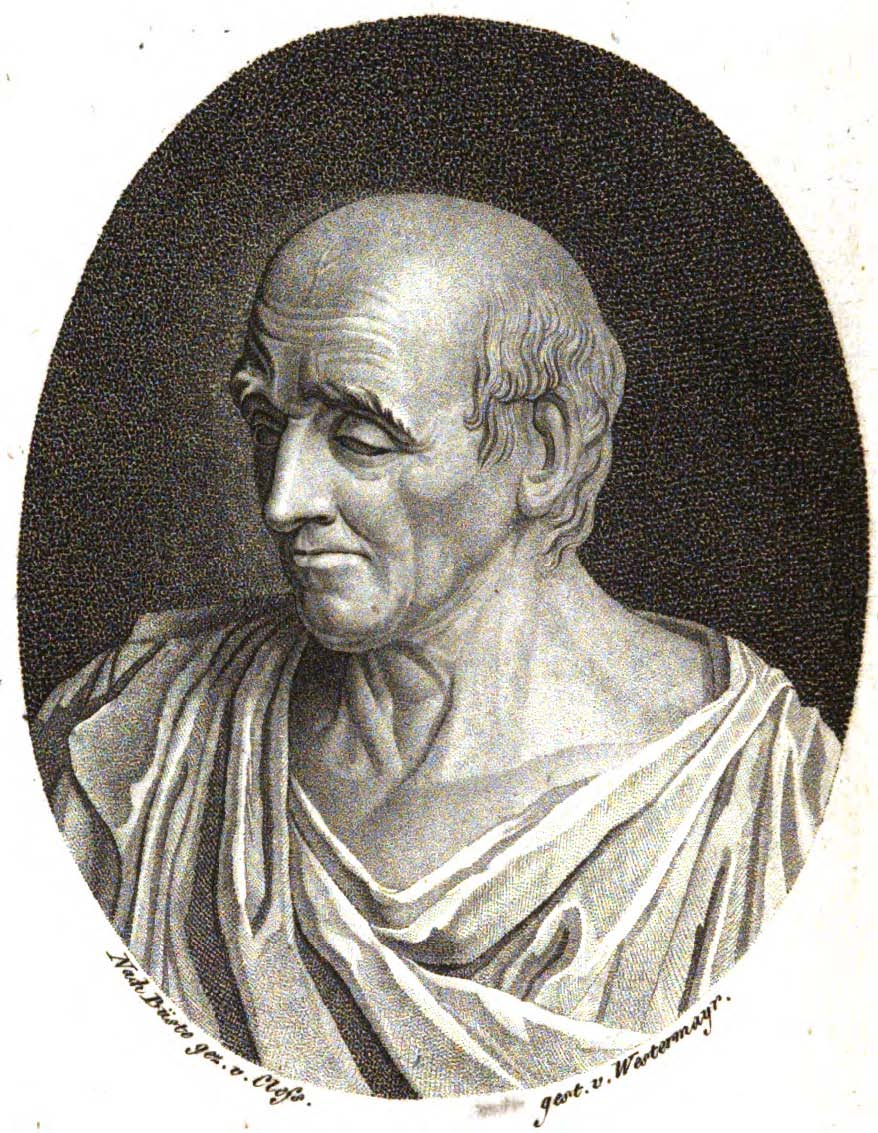
M. Adanson

Acest gen a fost descris deja foarte devreme de către marele savant francez Michel Adanson (1727-1806) în volumul 2 al operei sale Familles des plantes din 1763 sub denumirea Monka.
Câteva decenii mai târziu, în 1815, botanistul suedez Olof Swartz (1760-1818) i-a dat taxonul Verpa, valabil până în prezent, într-o publicație în Kungliga svenska Vetenskaps-Akademiens Handlingar.
Denumirea Relhanum a lui Samuel Frederick Gray, propusă în volumul 1 al lucrării sale A natural arrangement of British plants din 1821, poate fi neglijată.
Taxonul Ptychoverpa dat de micologul francez Émile Boudier în cartea sa Les Discomycètes d'Europe din 1907 apare în diferite publicații din secolul al XX-lea ca prim-denumire.

## Descriere

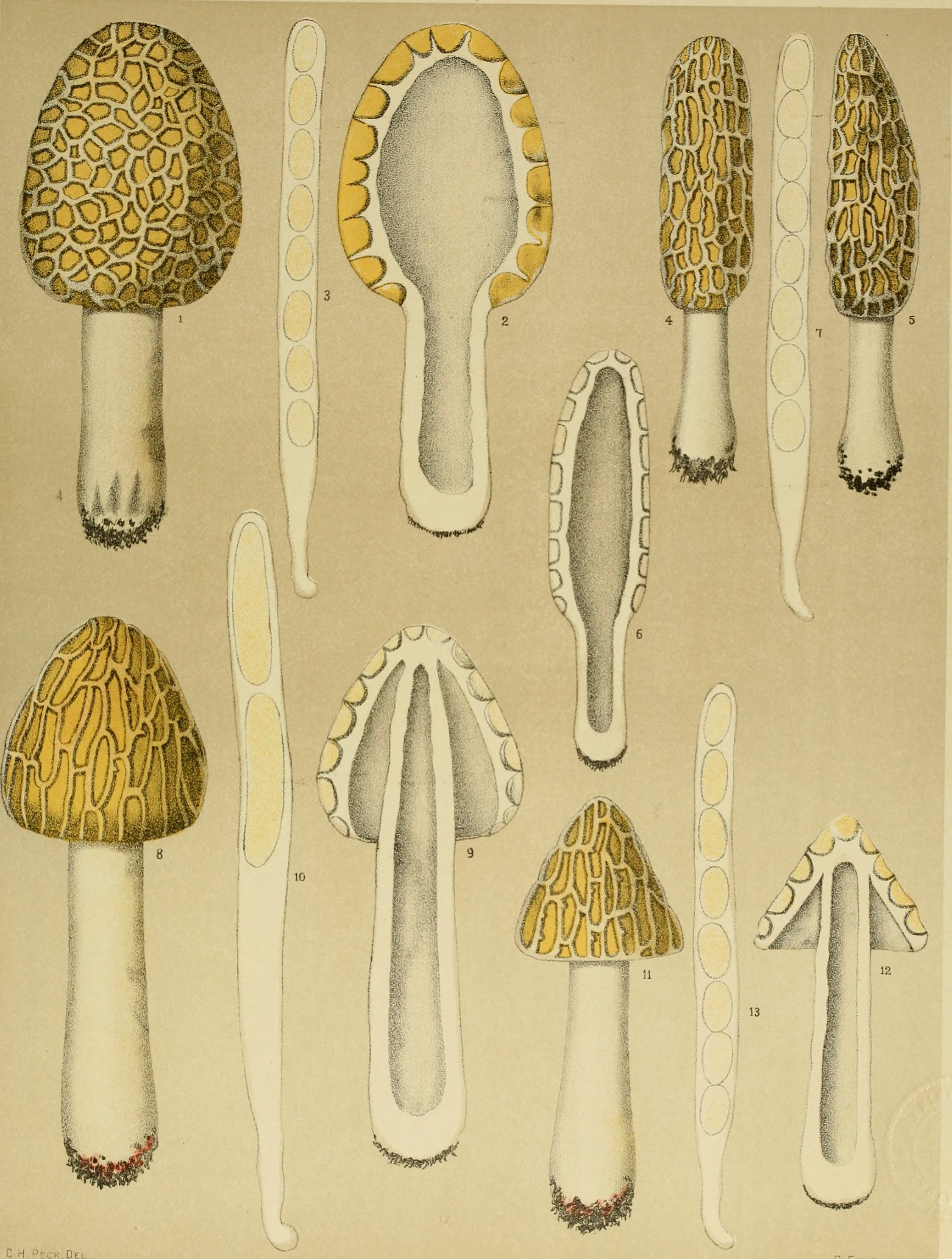
Verpa

- Corpul fructifer: are o formă conică, de clopot sau de degetar, este ori pliat în creste longitudinale care adesea se leagă între ele într-o rețea de tubulețe, ori strâns ridat și ceva alveolat, la mai multe soiuri neted, niciodată subîmpartit prin muchii sterile. Pălăria este fuzionată cu piciorul numai în vârf și atârnă pe margine liber în jos. Ea variază în culoare de la galben fad-maroniu peste roșu-maroniu la brun închis sau brun-măsliniu, partea inferioară fiind mereu pală. Ascele curbate spre exterior conțin – depinde de soi – câte 2-8 spori fiecare, care sunt elipsoidal-fusiformi, netezi, hialini (translucizi) și granulați în vârf, având o lungime de 20 - 25 microni. Pulberea lor este albă până alb-crem.
- Piciorul: este conic, în relație cu pălăria lung (cu o lungime de până la 15 cm) și fragil, câteodată împăiat, de obicei gol, dar niciodată plin pe interior, având o grosime de 1-1,8 mm. Coloritul este alb până (alb)-gălbui, la unele specii presărat cu bobițe mici maronii dispuse în șiruri.
- Carnea: este albicioasă, ceroasă și fragilă, având un miros aproape imperceptibil precum un gust plăcut.[2][3][8]

Analiza ADN-ului ribozomal a multor ciuperci din ordinul Pezizales a arătat că genul Verpa este strâns legat de genurile Morchella și Disciotis.

## Specii
Încă la începutul secolului al XX-lea au fost sancționate multe specii de genul Verpa. Conform filogeneticii moleculare moderne, multe din ele au fost recunoscute variații sau au fost tranferate la un alt gen mai similar. Genul cuprinde în prezent după Index Fungorum și Encyclopedia of Life următoarele soiuri:
| - Verpa agaricoides (DC.) Pers. (1822) Bres. (1881) - Verpa atroalba Fr. (1822) - Verpa bohemica (Krombh.) J.Schröt. (1893) - Verpa chicoensis Copel. (1904) - Verpa conica (O.F.Müll., 1775) Sw. (1815) - Verpa digitaliformis Pers. (1822) - Verpa dubia Lév. 1846 | - Verpa ferruginea (Sowerby) Wallr. (1833) - Verpa formosana Kobayasi (1983) - Verpa fulvo-cincta Bres. (1881) Bres. - Verpa grisea Corda (1833) - Verpa helvelloides Krombh. (1831) - Verpa krombholzii Corda (1828) | - Verpa morchellula Fr. 1822 - Verpa patula Fr. 1822 - Verpa perpusilla Rehm (1909) - Verpa rugipes Fr. 1822 - Verpa sauteri Rehm (1909) - Verpa speciosa Vittad. (1835) |

## Specii în imagini

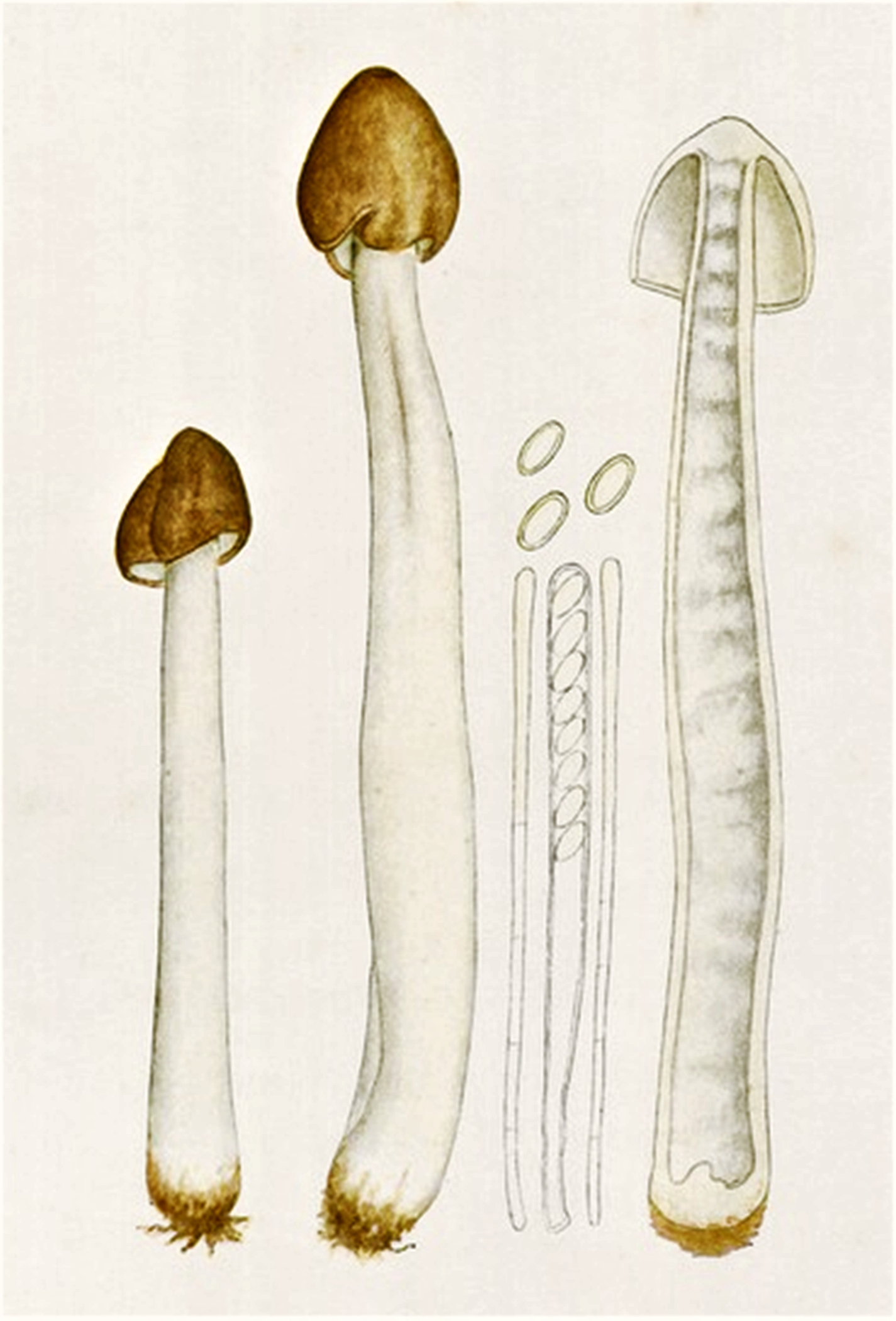
Verpa agaricoides
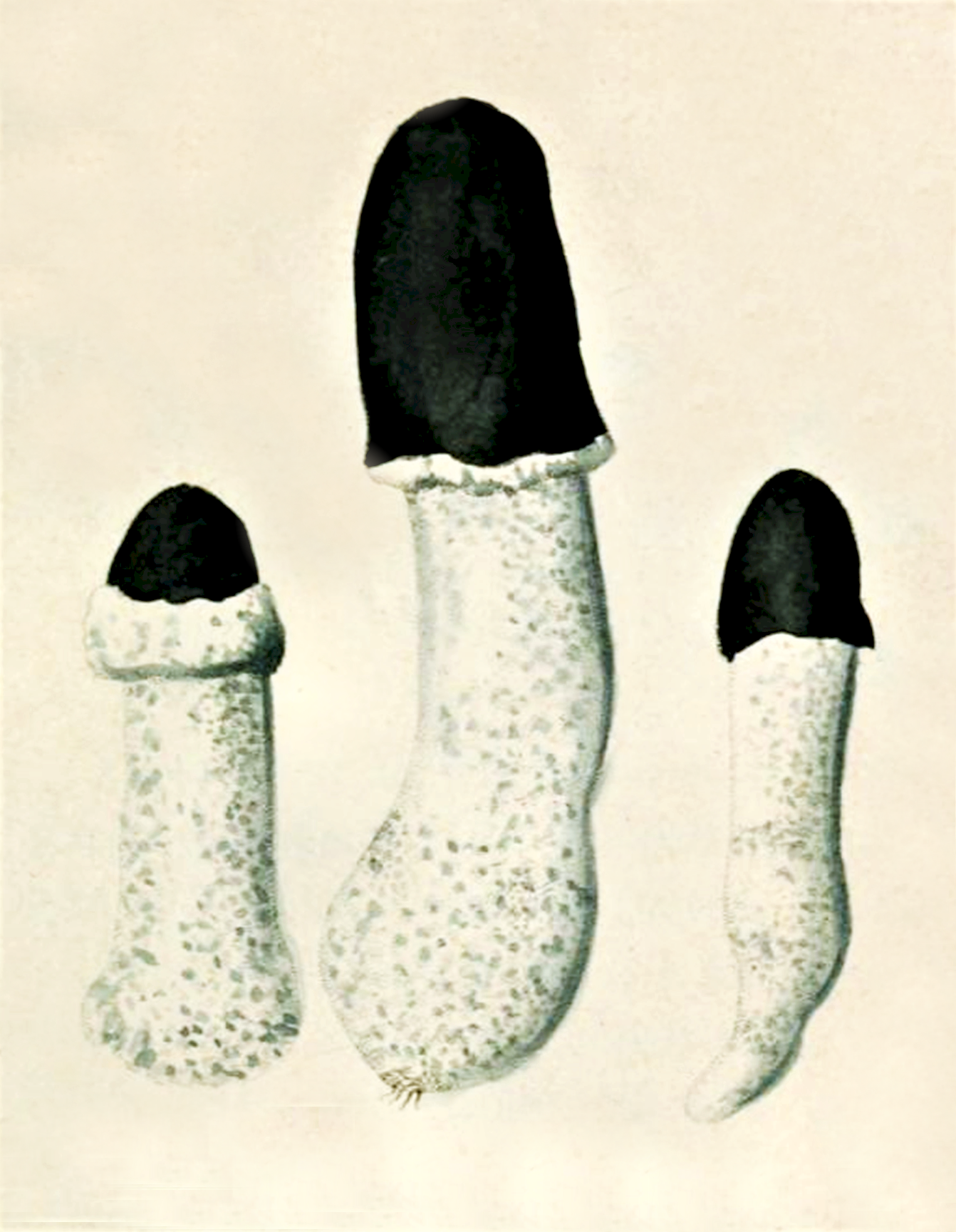
Verpa atro-alba
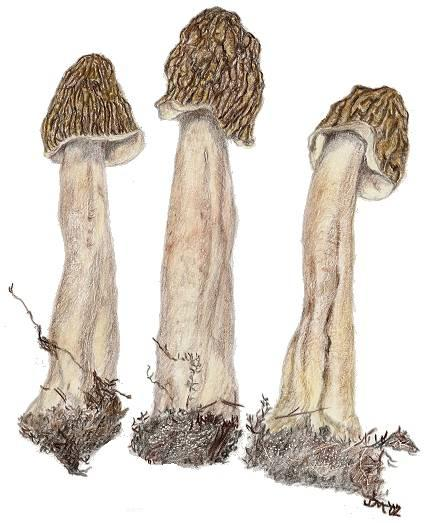
Verpa bohemica
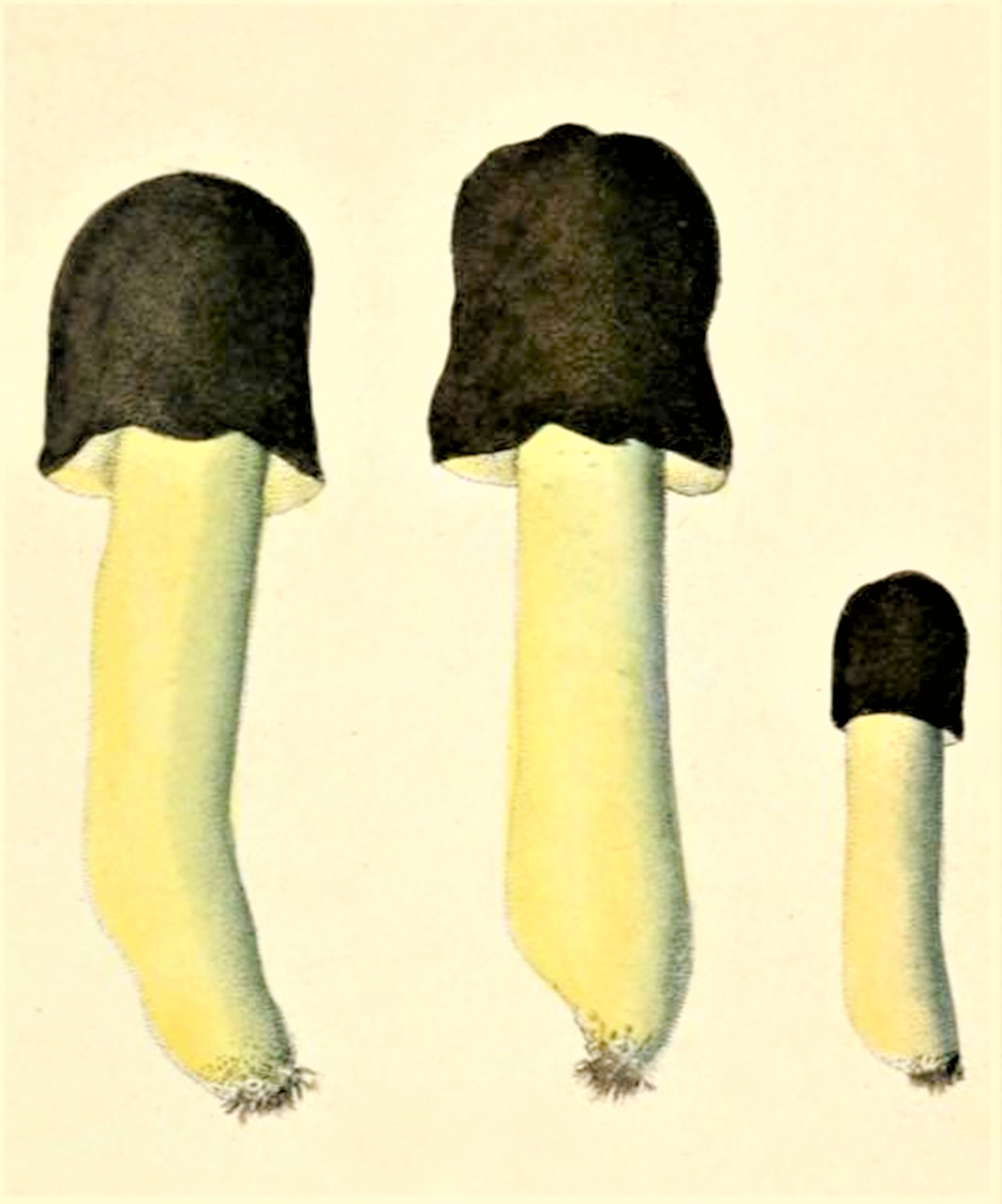
Verpa conica
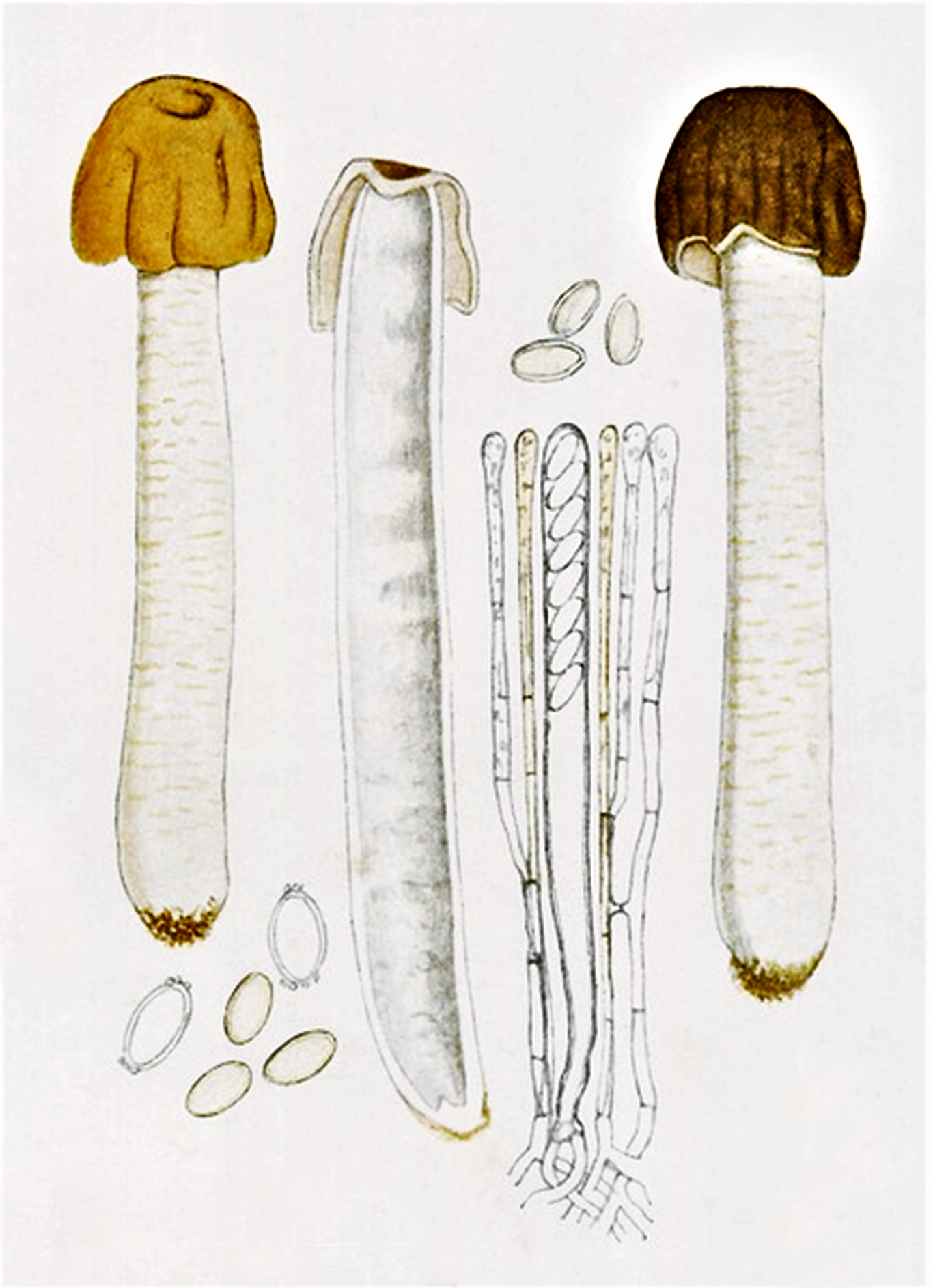
Verpa digitaliformis
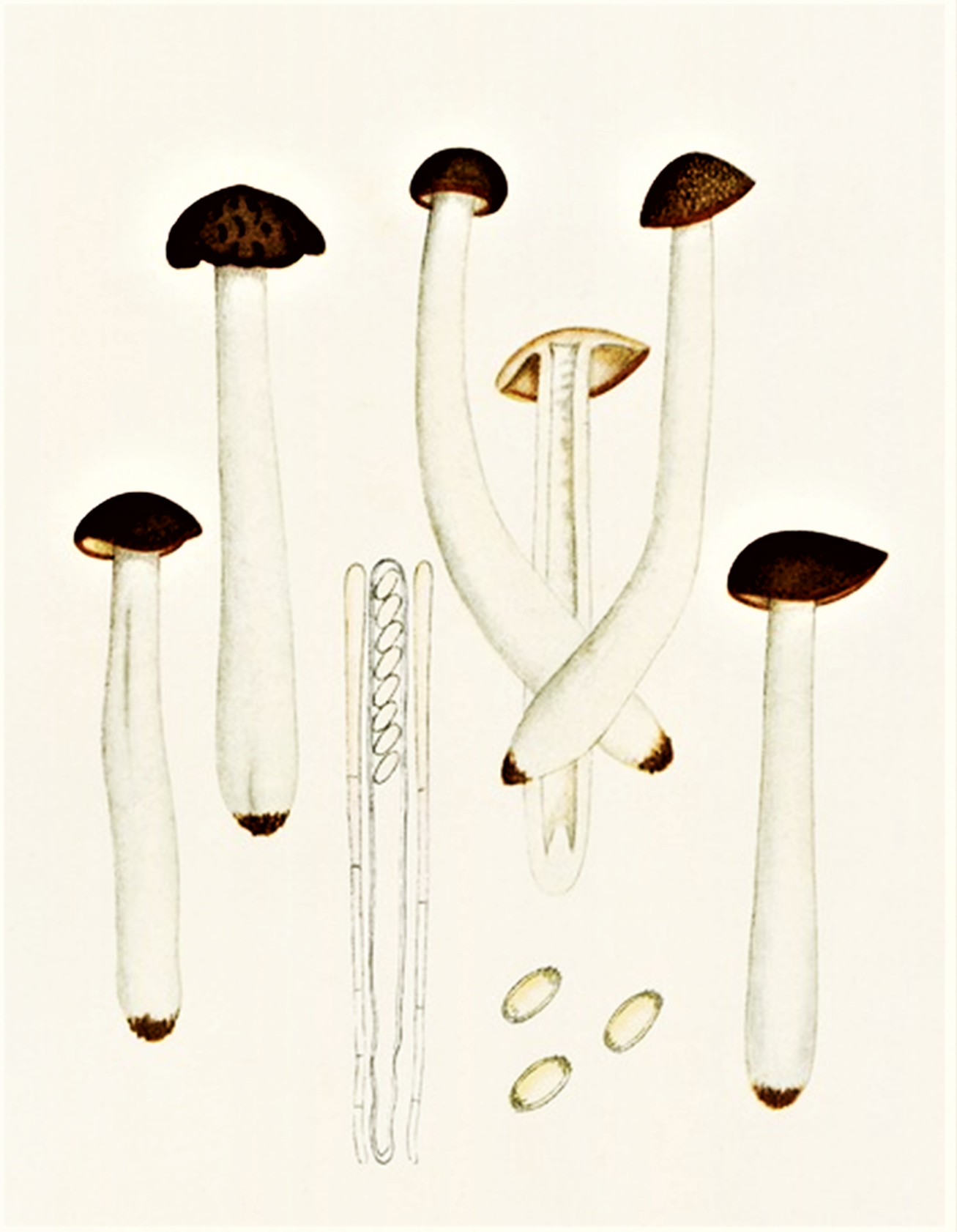
Verpa fulvo-cincta
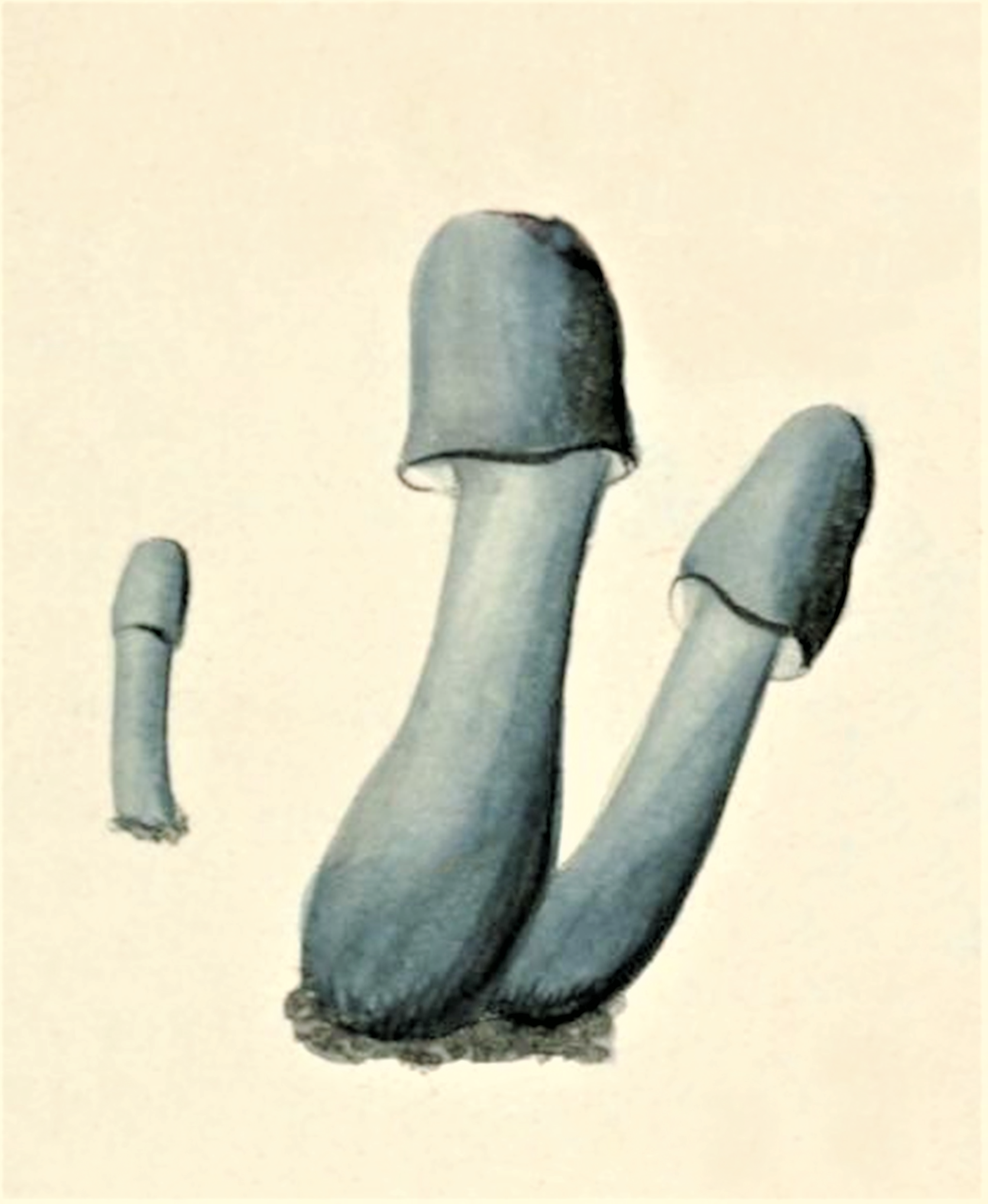
Verpa grisea
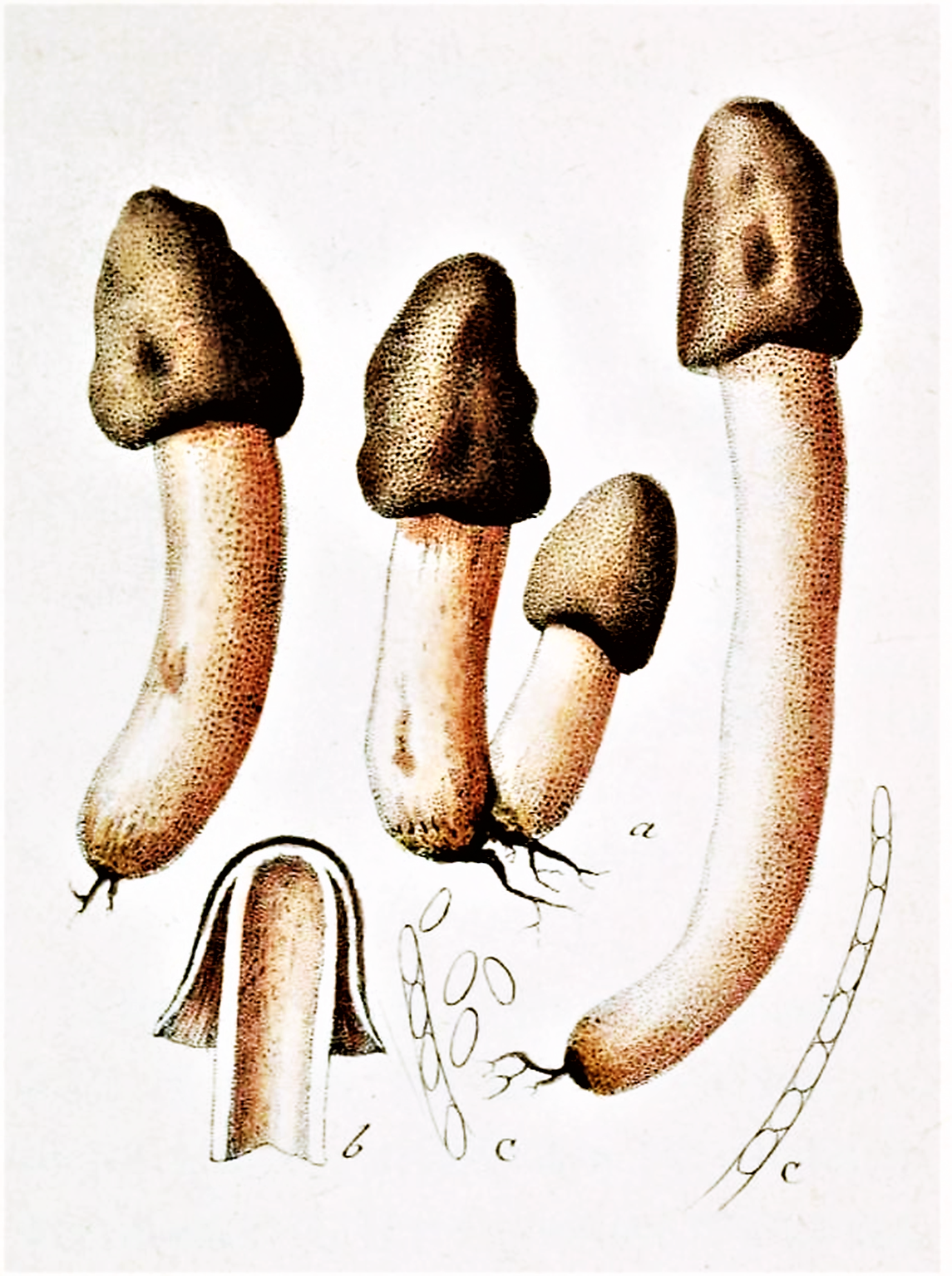
Verpa krombholzii

## Valorificare
Mai întâi trebuie menționat, că ciuperci de genul Verpa nu pot fi mâncate crud, pentru că sunt ușor otrăvitoare în această stare, conținând puțină hidrazină (care se dizolvă în timpul fierberii).
Valoarea culinară nu atinge calitatea bureților de genul Morchella. Sigur că ciupercile pot fi preparate ca zbârciogii, mai bine însă este adăugarea lor, tăiate mărunt, la ei, de exemplu într-un sos, dar de asemenea la tocane sau fripturi de carne alba (curcan, porc, pui, vițel).

## Bibiliografie
- Marcel Bon: “Pareys Buch der Pilze”, Editura Kosmos, Halberstadt 2012, ISBN 978-3-440-13447-4
- Heinrich Dörfelt, G. Jetschke: „Wörterbuch der Mycologie”, Editura Spektrum Akademischer Verlag, Heidelberg-Berlin 2001, ISBN 3-8274-0920-9
- Jean-Louis Lamaison & Jean-Marie Polese: „Der große Pilzatlas“, Editura Tandem Verlag GmbH, Potsdam 2012, ISBN 978-3-8427-0483-1
- Till E. Lohmeyer & Ute Künkele: „Pilze – bestimmen und sammeln”, Editura Parragon Books Ltd., Bath 2014, ISBN 978-1-4454-8404-4
- Jacob Sturm, A. J. Corda: „Deutschlands Flora in Abbildungen nach der Natur mit Beschreibung”, partea III, vol. 2, Editura Jacob Sturm, Nürnberg 1829
- Meinhard Michael Moser: „Kleine Kryptogamenflora der Pilze - Partea a.: „Höhere Phycomyceten und Ascomyceten”, Editura G. Fischer, Jena 1950